# لیو وانگ
لیو وانگ (به انگلیسی: Liu Wang) فضانورد اهل کشور است که در مارس ۱۹۶۹ (۵۵–۵۶ سال) میلادی در پینگ یائو زاده شد. وی در مأموریت شنژو ۹ حضور داشته است.